# فهرست پدیدارشناسان
این فهرست پدیدارشناسان (انگلیسی: List of phenomenologists) است.

## فهرست
- ادموند هوسرل
- مارتین هایدگر
- هاینریش رومباخ
- ادیت اشتاین
- موریتز گایگر
- آرون گورویچ
- آلفرد شوتس
- فلیکس کافمن
- رومن اینگاردن
- هربرت اشپیلبرگ
- موریس مرلو-پونتی
- ژان-پل سارتر
- امانوئل لویناس
- ژاک تامینیو
- ماوریس ناتانسون
- هوبرت درایفوس
- شان گالاگر
- دن زهاوی
- جان دنیل وایلد
- جیمز ادی
- کارول جوزف وویتیلا
- ادوارد کیسی
- بارت هاپکینز
- ژان-لوک ماریون